# Badminton-Europameisterschaft für Behinderte 2014
Die Badminton-Europameisterschaft für Behinderte 2014 fand vom 11. bis zum 14. September 2014 in Los Alcázares statt.

## Medaillengewinner
| Disziplin            | Gold                                | Silber                        | Bronze                                     |
| -------------------- | ----------------------------------- | ----------------------------- | ------------------------------------------ |
| Herreneinzel WH1     | Thomas Wandschneider                | David Toupé                   | Young-Chin Mi                              |
| Herreneinzel WH1     | Thomas Wandschneider                | David Toupé                   | Connor Dua-Harper                          |
| Herreneinzel WH2     | Martin Rooke                        | François Nalborczyk           | Jordy Brouwer von Gonzenbach               |
| Herreneinzel WH2     | Martin Rooke                        | François Nalborczyk           | José Guillermo Lama Seco                   |
| Herreneinzel SL3     | Daniel Bethell                      | Simón Cruz Mondejar           | Colin Leslie                               |
| Herreneinzel SL3     | Daniel Bethell                      | Simón Cruz Mondejar           | Alan Oliver                                |
| Herreneinzel SL4     | Lucas Mazur                         | Antony Forster                | Jan-Niklas Pott                            |
| Herreneinzel SL4     | Lucas Mazur                         | Antony Forster                | Rickard Nilsson                            |
| Herreneinzel SU5     | İlker Tuzcu                         | Bartłomiej Mróz               | Eyal Bechar                                |
| Herreneinzel SU5     | İlker Tuzcu                         | Bartłomiej Mróz               | Mikhail Chiviksin                          |
| Herreneinzel SH6     | Andrew Martin                       | Niall McVeigh                 | Krysten Coombs                             |
| Herreneinzel SH6     | Andrew Martin                       | Niall McVeigh                 | Jack Shephard                              |
| Herrendoppel WH1–WH2 | Thomas Wandschneider David Toupé    | Avni Kertmen Martin Rooke     | Connor Dua-Harper David Follett            |
| Herrendoppel WH1–WH2 | Thomas Wandschneider David Toupé    | Avni Kertmen Martin Rooke     | Jordy Brouwer von Gonzenbach Young-Chin Mi |
| Herrendoppel SL3–SL4 | Simón Cruz Mondejar Jan-Niklas Pott | Daniel Lee Colin Leslie       | Geoffrey Byzery Lucas Mazur                |
| Herrendoppel SL3–SL4 | Simón Cruz Mondejar Jan-Niklas Pott | Daniel Lee Colin Leslie       | Daniel Bethell Bobby Griffin               |
| Herrendoppel SH6     | Niall McVeigh Alexander Mekhdiev    | Isaak Dalglish Andrew Martin  | Krysten Coombs Jack Shephard               |
| Herrendoppel SH6     | Niall McVeigh Alexander Mekhdiev    | Isaak Dalglish Andrew Martin  | Grzegorz Jednaki Robert Laing              |
| Doppel SU5           | Bartłomiej Mróz İlker Tuzcu         | Eyal Bachar Colin Kerouanton  | James Binnie Mark Modderman                |
| Doppel SU5           | Bartłomiej Mróz İlker Tuzcu         | Eyal Bachar Colin Kerouanton  | Mikhail Chiviksin Frank Dietel             |
| Dameneinzel WH1      | Karin Suter-Erath                   | Valeska Knoblauch             | Sonja Häsler                               |
| Dameneinzel WH1      | Karin Suter-Erath                   | Valeska Knoblauch             | Nina Gorodetzky                            |
| Dameneinzel WH2      | Emine Seçkin                        | Narin Uluç                    | Liliia Prokofeva                           |
| Dameneinzel WH2      | Emine Seçkin                        | Narin Uluç                    | Fiona Christie                             |
| Dameneinzel SU5      | Helle Sofie Sagøy                   | Julie Thrane                  | Zehra Bağlar                               |
| Dameneinzel SU5      | Helle Sofie Sagøy                   | Julie Thrane                  | Thiéfaine Auvert                           |
| Damendoppel WH1–WH2  | Sonja Häsler Karin Suter-Erath      | Valeska Knoblauch Elke Rongen | Nina Gorodetzky Liliia Prokofeva           |
| Damendoppel WH1–WH2  | Sonja Häsler Karin Suter-Erath      | Valeska Knoblauch Elke Rongen | Mine Korkmaz Emine Seçkin                  |
| Mixed WH1–WH2        | Martin Rooke Karin Suter-Erath      | David Toupé Sonja Häsler      | Jordy Brouwer von Gonzenbach Elke Rongen   |
| Mixed WH1–WH2        | Martin Rooke Karin Suter-Erath      | David Toupé Sonja Häsler      | Avni Kertmen Emine Seçkin                  |
| Mixed SL3–SU5        | Bobby Griffin Helle Sofie Sagøy     | Daniel Bethell Julie Thrane   | Muammer Çankaya Zehra Bağlar               |
| Mixed SL3–SU5        | Bobby Griffin Helle Sofie Sagøy     | Daniel Bethell Julie Thrane   | Pascal Baron Thiéfaine Auvert              |